# Drägerwerk

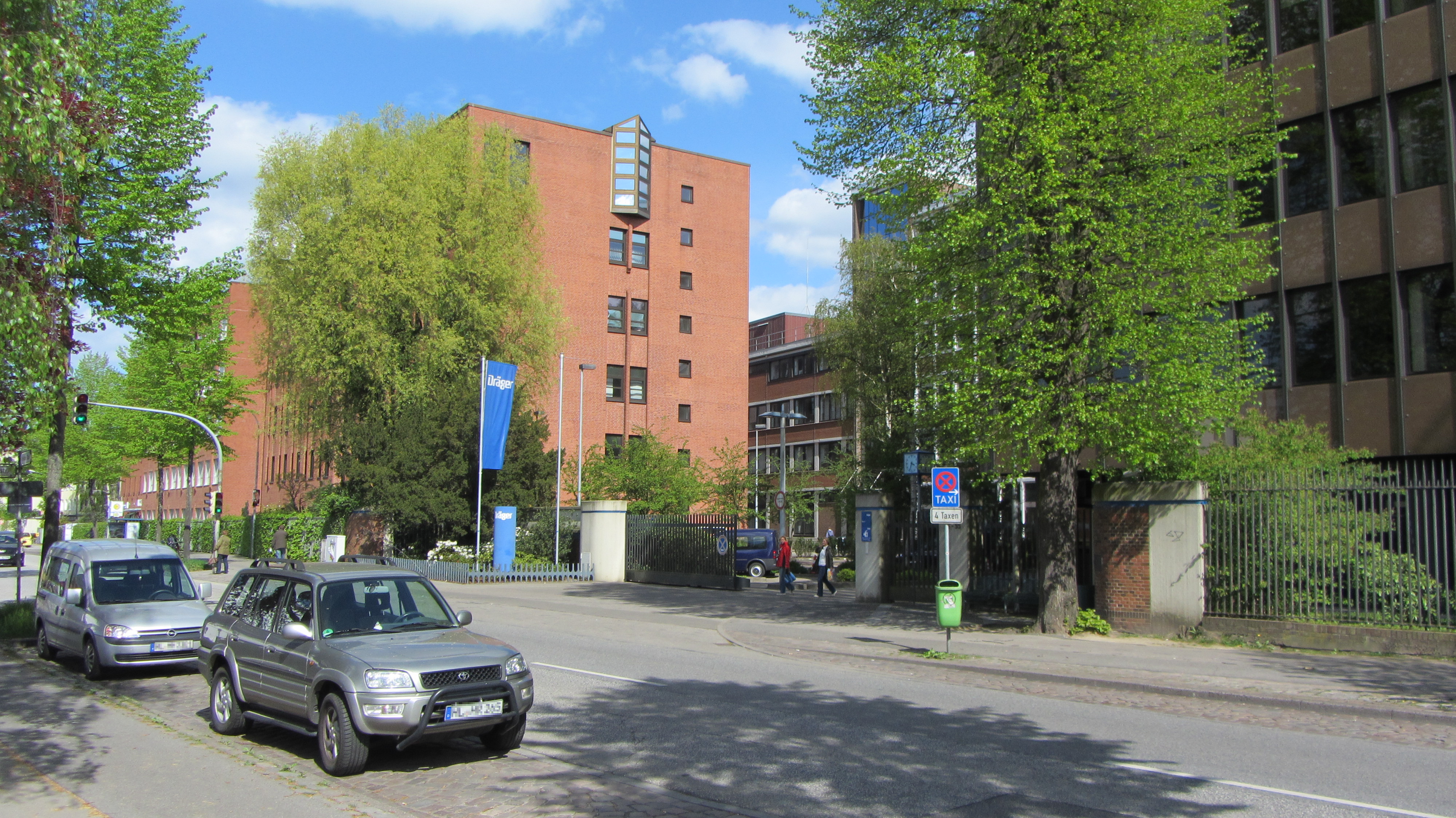
Siedziba firmy w Lubece

Drägerwerk AG & Co. KGaA – międzynarodowy koncern z siedzibą główną w Lubece w Niemczech, produkujący sprzęt medyczny oraz ochrony osobistej i ratownictwa chemicznego.

## Historia
Firma została założona 1 stycznia 1889 r. przez Johanna Heinricha Drägera i Carla Adolfa Gerlinga, jako spółka „Dräger und Gerling”. Pierwszym innowacyjnym produktem była „Lubeca” – zawór redukujący ciśnienie dwutlenku węgla. W 1891 r. Johann Heinrich Dräger został wyłącznym właścicielem i wraz z synem, Bernhardem Drägerem, postanowił rozwijać przedsiębiorstwo, rozpoczynając w kolejnych latach produkcję m.in. manometrów (1892), samoczynnych palników do spawania i cięcia (1896) oraz maszyn tlenowo-wodorowych (1899). W 1897 r. powstała fabryka przy Moislinger Allee w Lubece.
W 1902 r. firma przyjęła nazwę Drägerwerk i w tym samym roku, dzięki współpracy z prof. Otto Rothem, wprowadziła do sprzedaży aparat do znieczulania ogólnego z ciągłym dopływem tlenu „Roth-Dräger” – pierwsze na świecie urządzenie, które skutecznie kontrolowało podawaną pacjentowi mieszankę tlenu i anestetyków, zapewniając pełne bezpieczeństwo pacjenta. W ciągu następnych 10 lat firma sprzedała na całym świecie 1500 aparatów „Roth-Dräger”, zyskując międzynarodową reputację pioniera w technologii medycznej. W 1904 r. Bernhard Dräger stworzył pierwszy aparat oddechowy „Model 1904/09”, nadający się do długotrwałego użytkowania, który w kolejnych latach był wielokrotnie wykorzystywany podczas katastrof górniczych w Europie i Stanach Zjednoczonych (m.in. w katastrofie górniczej w kopalni Courrières). W 1905 r. powstał czujnik kwasu węglowego, w 1907 r. – innowacyjny respirator „Pulmotor”, a w kolejnych latach – aparaty oddechowe dla załóg okrętów podwodnych (1907) oraz aparat oddechowy do stosowania na dużych wysokościach podczas lotu balonem (1909). Łącznie, w latach 1909–1912, firma zarejestrowała 46 niemieckich i 35 międzynarodowych patentów. W 1912 r. Bernhard Dräger został wyłącznym właścicielem firmy. W 1913 r. aparat oddechowy Drägera umożliwił pobicie rekordu świata wysokości lotu samolotem (6120 metrów).

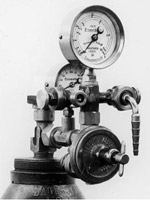
„Lubeca” – zawór redukujący ciśnienie dwutlenku węgla (1889)
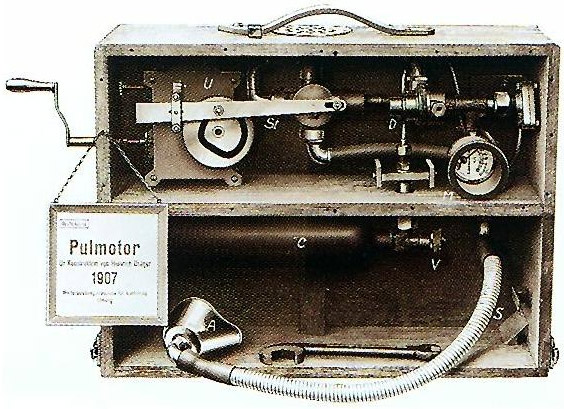
„Pulmotor” – pierwszy respirator (1907)

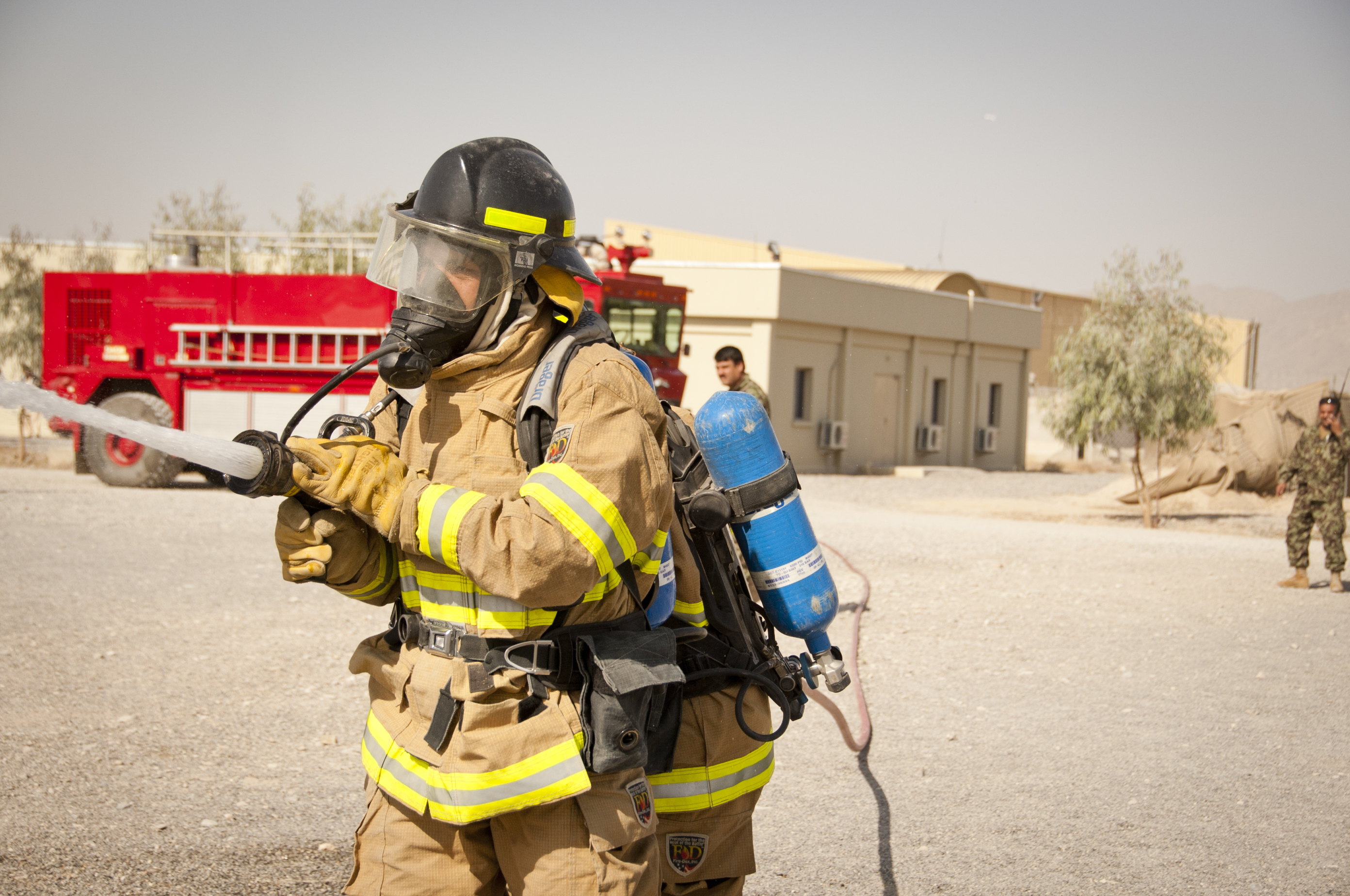
Strażak wyposażony w aparat powietrzny butlowy firmy Dräger, Afganistan 2011

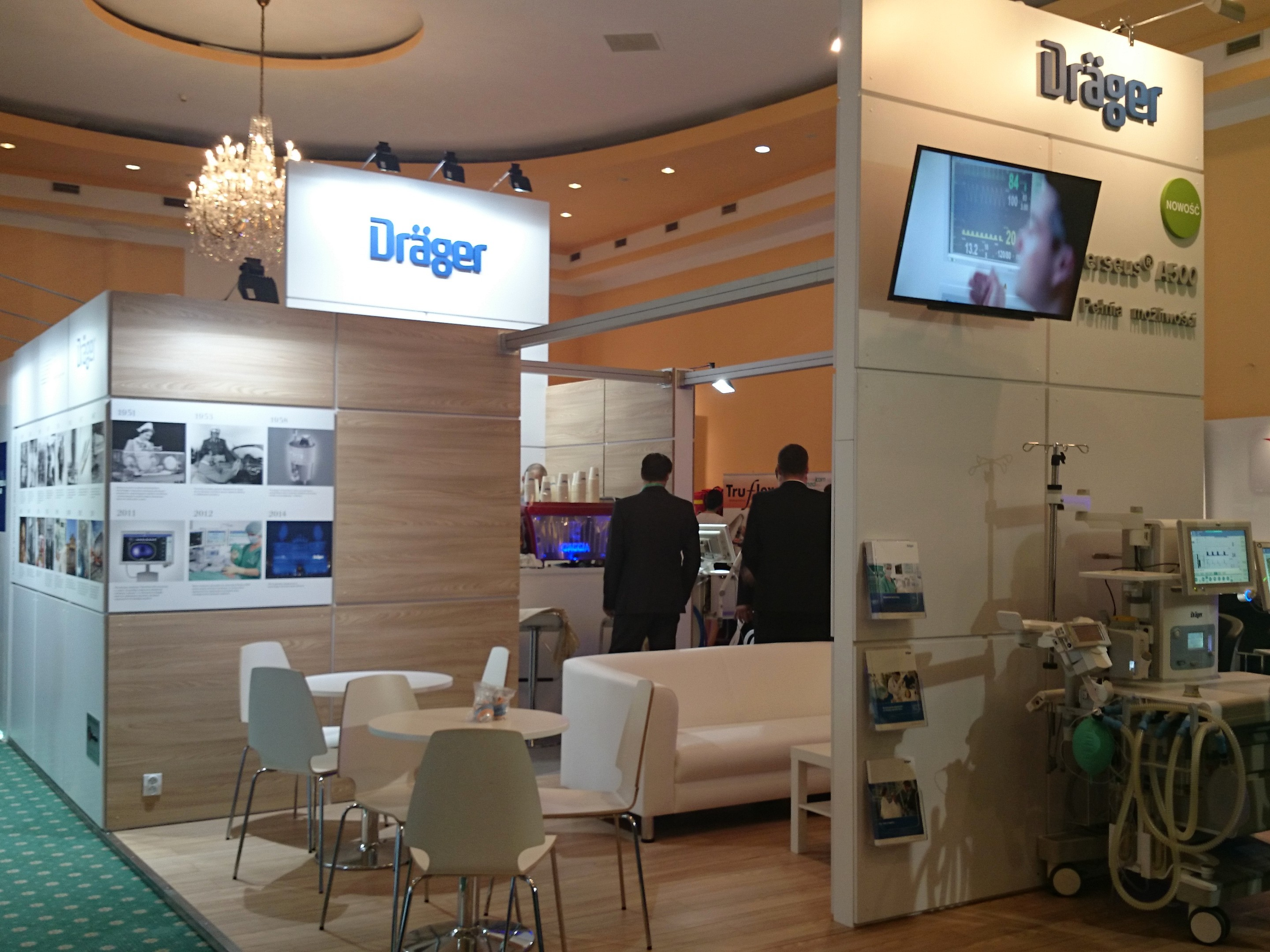
Stanowisko firmy Dräger podczas Międzynarodowego Zjazdu PTAiT, Wisła 2014

Po wybuchu I wojny światowej firma znacznie się rozbudowała, dzięki masowej produkcji masek przeciwgazowych (w 1918 r. liczba pracowników wynosiła ponad 2000), jednakże koniec wojny spowodował załamanie się produkcji, wysokie straty oraz zwolnienia pracowników. Kryzys międzynarodowy w kolejnych latach pogłębił złą sytuację firmy, która dopiero w 1928 r. odbudowała się na tyle, aby zatrudniać 300 osób. W międzyczasie powstawały kolejne innowacyjne produkty, m.in. „BG 1924” – aparat oddechowy z zamkniętym obiegiem czynnika oddechowego, przeznaczony dla górników (1924). W 1925 r. powstał pierwszy aparat z zamkniętym obiegiem dla ratowników nurkowych, w 1926 r. – aparat do znieczulania „Model A” (pierwszy aparat z obiegiem zamkniętym, umożliwiający prowadzenie wentylacji kontrolowanej ciśnieniowo), natomiast w 1927 r. rozpoczęto prace dotyczące podstaw systemów detekcji gazów. W 1928 r. na czele przedsiębiorstwa stanął syn Bernharda Drägera, Heinrich, który w latach trzydziestych poprowadził firmę w kierunku rynku globalnego. W tym okresie powstały m.in.: system tlenowy dla spadochroniarzy (1932), oddechowy sprzęt ucieczkowy dla załóg okrętów podwodnych (1932), miernik tlenku węgla (1933), kolejny model aparatu oddechowego dla górników (1933), aparat do znieczulania z mieszalnikiem (1935), aparat oddechowy do wykorzystania na dużych wysokościach w lotnictwie (1937) oraz wyprodukowano pierwsze rurki wskaźnikowe do pomiaru różnych gazów i par w powietrzu (1937).
Przed wybuchem II wojny światowej nastąpił wzrost sprzedaży wojskowego sprzętu ochrony dróg oddechowych, firma starała się jednak zachować równowagę pomiędzy produkcją na potrzeby wojskowe oraz cywilne. Zakończenie wojny to czas kryzysu, jednak już w 1946 r. nastąpiło wznowienie produkcji aparatów oddechowych dla górnictwa, a w 1947 r. powstał respirator „Iron lung”, wykorzystywany do walki z epidemią polio. Lata pięćdziesiąte i sześćdziesiąte to znaczący rozwój technologiczny, powstały m.in. pierwszy inkubator dla noworodków „Incubator 1300” (1951) oraz aparat powietrzny serii PA 30 (1951), uniwersalny aparat do znieczulania „Romulus” (1952), respirator do długotrwałej wentylacji  „Poliomat” (1952), aparaty oddechowe na sprężone powietrze „PA 34” i „DA 58” (1953), pierwsze rurki wskaźnikowe do detekcji alkoholu w powietrzu wydychanym do pomiarów podczas kontroli drogowych (1953), „Delphin II” – aparat oddechowy na sprężone powietrze przeznaczony do nurkowania profesjonalnego i rekreacyjnego (1955), aparat do znieczulania „Fabius” (1956), aparat do znieczulania „Octavian” (1960), inkubator noworodkowy z monitoringiem powietrza „6000/6500” (1964), aparat oddechowy o zamkniętym obiegu czynnika oddechowego „BG 174” (1966) oraz mobilny aparat do znieczulania „Halotan-Cato” (1967).
W 1969 r. firma wprowadziła nowy standard – 300-barową technologię napełniania butli powietrznych dla strażaków. Dzięki tej innowacyjnej technologii powstały butle 6-litrowe napełniane powietrzem sprężonym do 300 bar, które szybko wyparły z rynku używane dotychczas butle 4-litrowe. W 1970 r. firma została przekształcona w spółkę akcyjną. Na początku lat siedemdziesiątych firma wytwarzała ponad 100 różnych typów rurek wskaźnikowych, a metoda detekcji gazu oparta na rurkach wskaźnikowych firmy Dräger stała się oficjalną metodą pomiarową w Wielkiej Brytanii. W 1973 r. rozpoczęła się produkcja kolumn sufitowych do sal operacyjnych, a w 1978 r. powstał pierwszy innowacyjny respirator transportowy z rodziny „Oxylog”, który umożliwiał prowadzenia terapii oddechowej np. na pokładzie śmigłowca ratunkowego. W 1975 r. na rynek wprowadzony został aparat nurkowy dla sił specjalnych „LAR V” oraz niezależny od otoczenia aparat powietrzny „PA 80” (który stał się nowym, międzynarodowym standardem), a także rozpoczęto – trwającą kilkadziesiąt lat – produkcję masek pełnotwarzowych „Panorama Nova”.

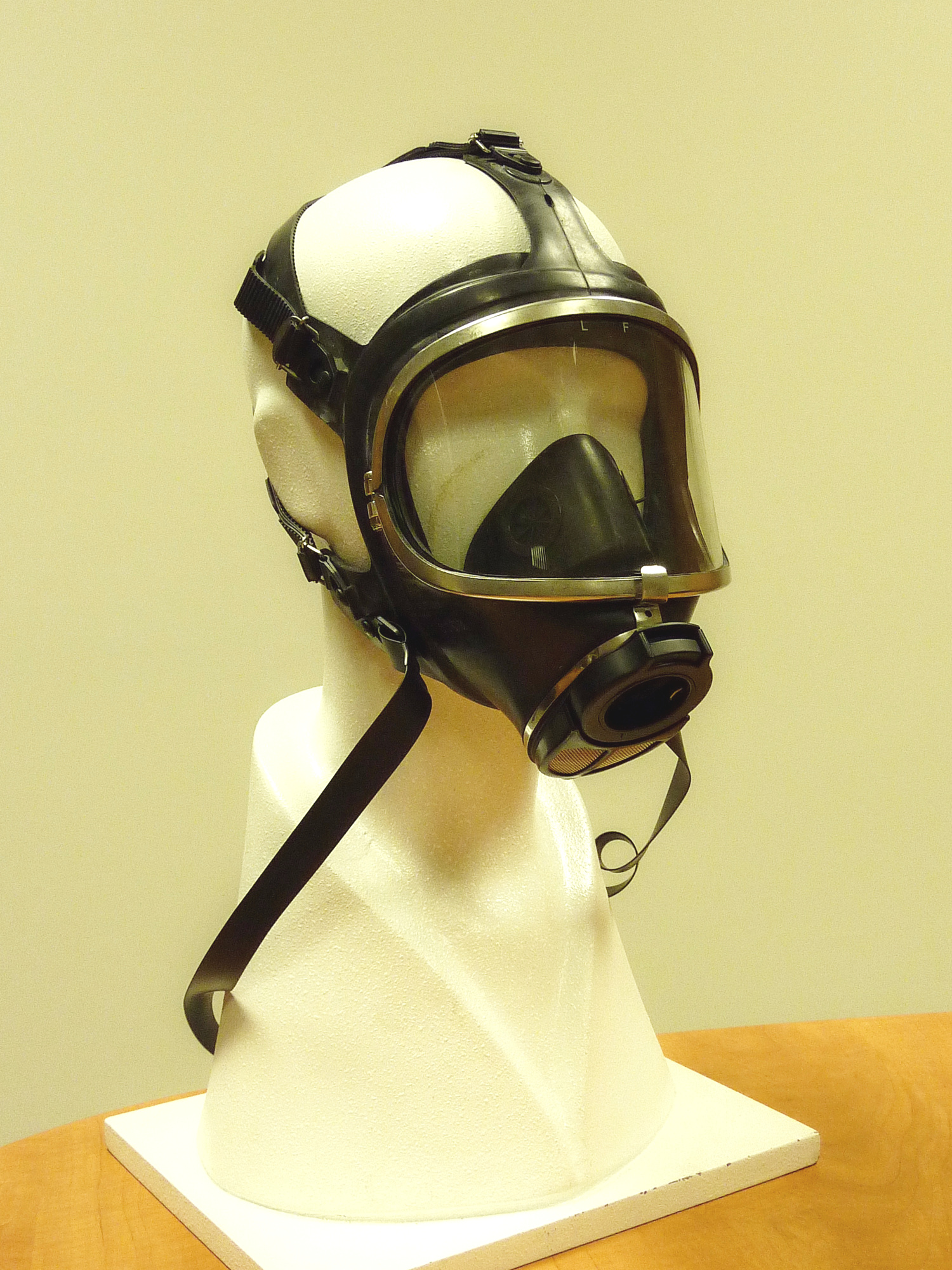
Maska pełnotwarzowa „Panorama Nova”
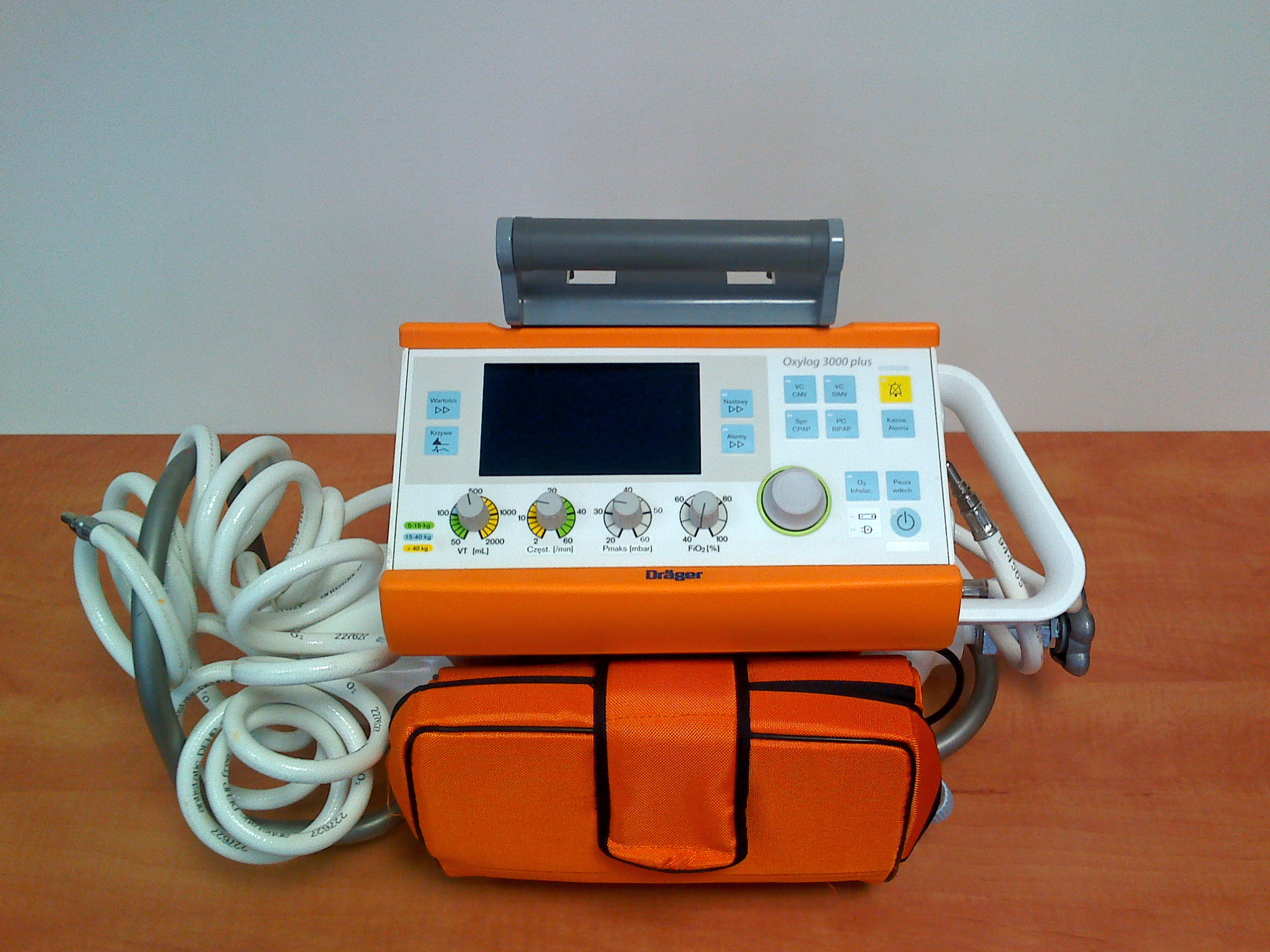
Respirator transportowy „Oxylog 3000 plus”
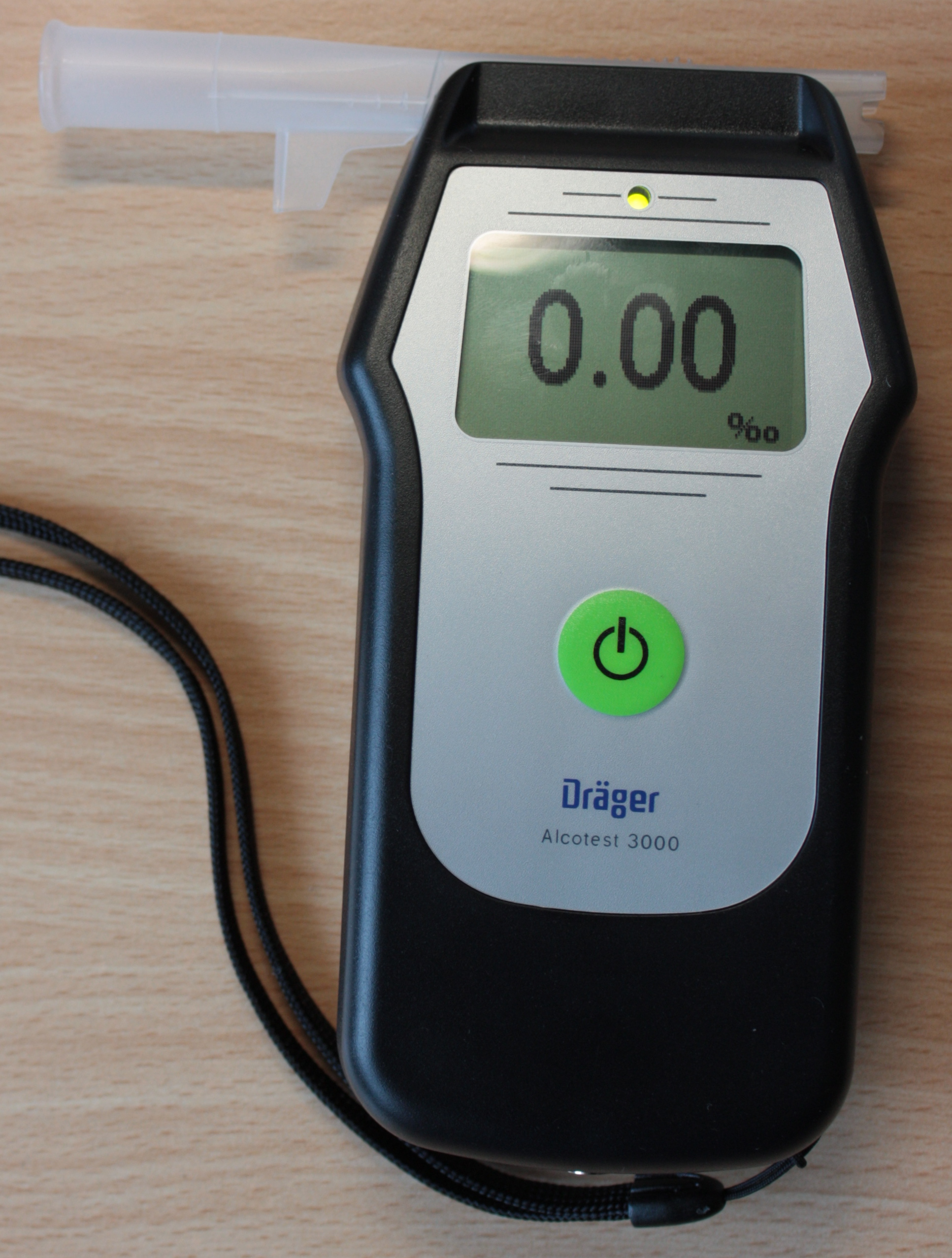
Alkomat „Alcotest 3000”
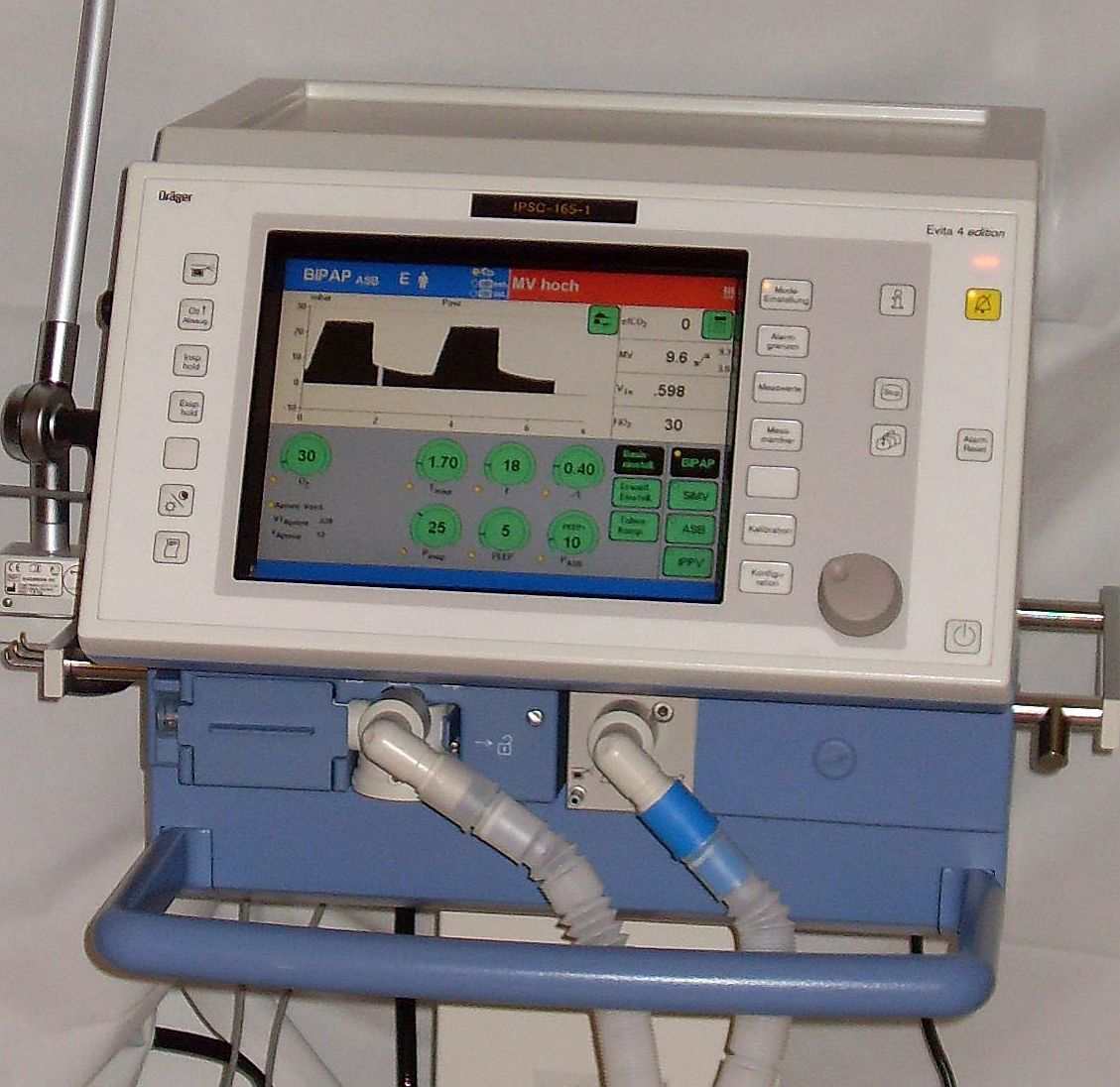
Respirator „Evita 4 edition”
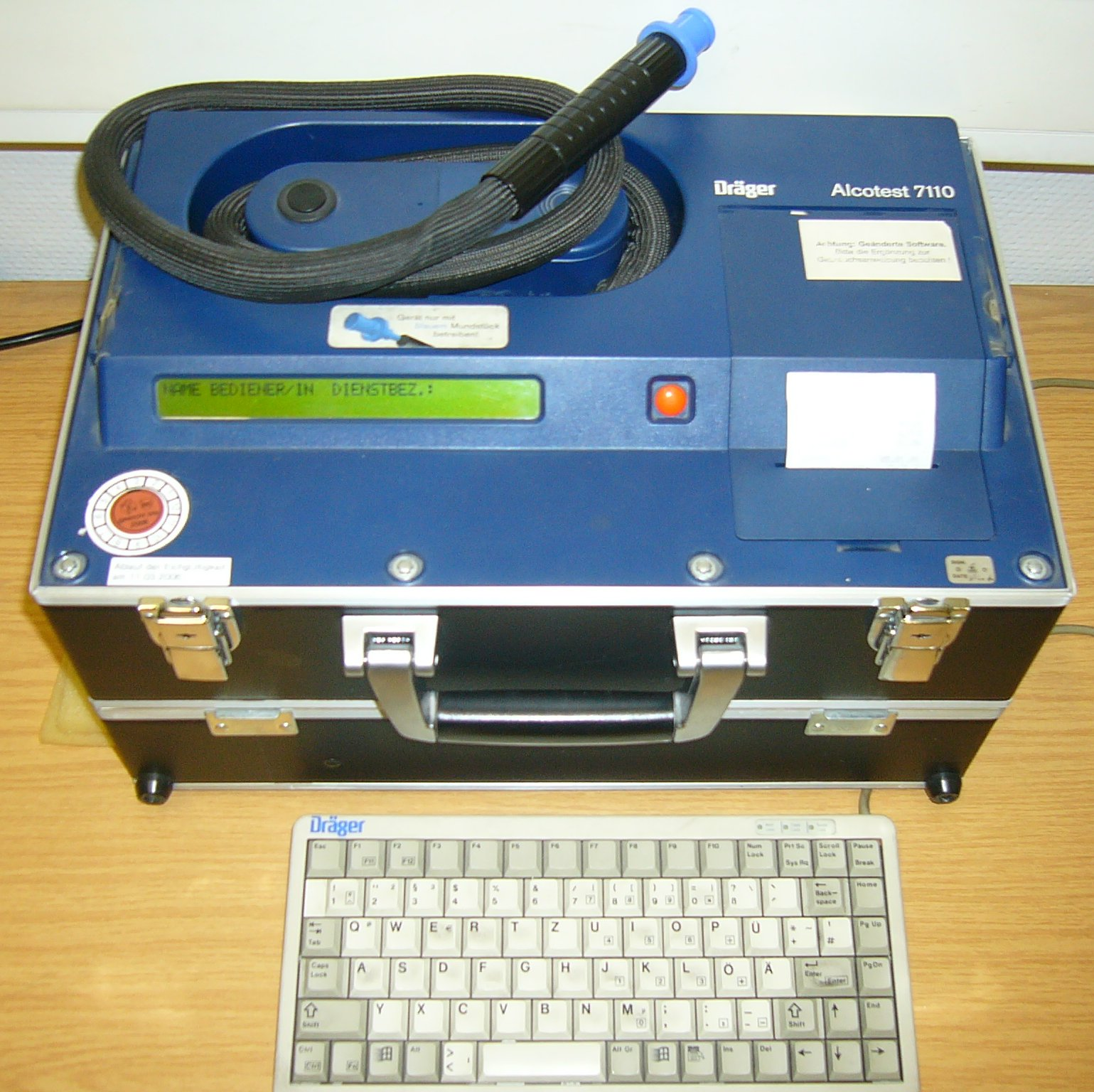
Alkomat „Alcotest 7110 Evidential”

W 1979 r. firma Drägerwerk AG wyemitowała akcje i pojawiła się na rynku giełdowym. W 1984 r. Prezesem Zarządu został Christian Dräger. Lata osiemdziesiąte to początek ery elektroniki i miniaturyzacji. W 1975 r. powstał nowy główny dział „Elektronika”, dzięki któremu nastąpił szybki rozwój detektorów gazów, chipów pomiarowych oraz elektronicznych analizatorów alkoholu w wydychanym powietrzu. Jednocześnie rozwijała się technika stacjonarnych systemów detekcji gazów. W 1985 r. technologia firmy została wykorzystana podczas misji kosmicznej „Spacelab” D1, zapewniając warunki czystego powietrza do badań procesów bakteriologicznych i chemicznych w środowisku Biorack. Nadal trwał rozwój produktów przeznaczonych do ochrony osobistej – w 1987 r. powstał tlenowy aparat ratowniczy „Oxyboks K” (przeznaczony dla górników) oraz kombinezon ochrony przeciwchemicznej „Typ 720 PF”. W 1988 r. zaprezentowano pierwsze na świecie zintegrowane i w pełni elektroniczne stanowisko do znieczulania – „Cicero”. W kolejnych latach firma stale rozwijała technologię aparatów do znieczulania, w 1996 r. – po stworzeniu aparatu „Julian” – stając się światowym liderem w tej dziedzinie. W 1989 r. w Lubece powstała nowa fabryka, przy Revalstrasse. W tym samym roku wprowadzono do sprzedaży respirator dla noworodków i wcześniaków – „Babylog 8000”. W 1997 r. stanowisko Prezesa Zarządu objął Theo Dräger.
W latach dziewięćdziesiątych nastąpił globalny rozwój firmy (w tym czasie Drägerwerk AG miał 7 zakładów produkcyjnych na czterech kontynentach oraz 100 oddziałów sprzedaży na całym świecie). Nastąpił również podział na dwa działy – medyczny (Dräger Medical) i bezpieczeństwa (Dräger Safety). Pojawiły się nowe rozwiązania: automatyka dozowania w aparatach nurkowych (1995) i system dostarczający pilotom powietrze do oddychania, stosowany w samolotach myśliwskich (1995) oraz nowe urządzenia: mierniki gazu serii „PAC II” (1992), aparaty powietrzne serii „PA 94” (1992), maska pełnotwarzowa „Futura” (1992), aparaty powietrzne serii „Draegerman PSS 100/500” (1998), analizator zawartości alkoholu w wydychanym powietrzu „Alcotest 7110” (1998), przenośne detektory gazów serii „microPac” i „MiniWarn” (1998), inkubator „Caleo” (2001), respirator „Savina” (2001), system telemetryczny „PSS Merlin” (2001), eksplozymetr i tlenomierz „Pac Ex 2” (2002), zintegrowane stanowisko do znieczulania „Zeus” (2002) oraz „Alcotest 6510” (2004). W 2003 r. firma zadebiutowała na niemieckiej giełdzie TecDAX.
W 2005 r. Prezesem Zarządu został Stefan Dräger, natomiast w 2007 r. firma zmieniła formę prawną, przyjmując nazwę Drägerwerk AG & Co. KGaA. W 2006 r. wprowadzona została do produkcji seryjnej nowa generacja zminiaturyzowanych czujników „DrägerSensor XXS”, przeznaczonych do detektorów gazów. W 2007 r. wyprodukowane zostały pierwsze pociągi ratowniczo-gaśnicze. W 2008 r. powstał respirator „Evita Infinity V500”, jak również „DrugTest 5000” – innowacyjny analizator dokonujący analizy próbki śliny, dzięki któremu w ciągu kilku minut można zdiagnozować czy badana osoba jest pod wpływem narkotyków. W kolejnych latach firma wprowadziła do sprzedaży m.in. pierwszą lampę chirurgiczną w technologii LED „Polaris” (2009), system anestezjologiczny „Zeus Infinity Empowered” (2009), aparaty powietrzne butlowe serii „PSS 3000” (2010) i „PSS 5000”(2010), innowacyjny system nadzoru strefy pod kątem ewentualnego zagrożenia niebezpiecznymi gazami lub parami „X-zone 5000” (2010), tlenowe aparaty ucieczkowe „OXY 3000” (2010) i „OXY 6000” (2010) oraz ubranie ochrony przeciwchemicznej przystosowane do użycia w strefie zagrożonej wybuchem „CPS 7900” (2011). W 2011 r. zaprezentowana została innowacyjna „PulmoVista 500” – urządzenie, które wizualizuje proces wentylacji poprzez prezentację dystrybucji powietrza w poszczególnych segmentach płuc (bezpośrednio przy łóżku pacjenta), natomiast w 2012 r. wprowadzono zaawansowany respirator operacyjny „Perseus A500”. W zakresie stacjonarnych systemów detekcji gazów zaprezentowane zostały nowe serie: „Polytron 5XX0” (2011) oraz „Polytron 8XX0” (2012). W 2013 r. na rynek wprowadzono hełm strażacki „HPS 7000”, detektor gazów „X-am 2500”, stację testującą detektory gazów „X-dock” oraz ubrania ochronne serii „CPS 6800” i „CPS 6900”.
W 2013 r. zatrudnienie w firmie wynosiło ok. 13 300 osób w ponad 40 krajach na całym świecie. Drägerwerk AG & Co. KGaA  posiada zakłady produkcyjne w Niemczech, Wielkiej Brytanii, Szwecji, Republice Południowej Afryki, Stanach Zjednoczonych, Brazylii, Czechach i Chinach, natomiast oddziały handlowo-serwisowe i centra logistyczne znajdują się łącznie w 190 krajach.

## Drägerwerk AG & Co. KGaA
Specjalizacją działu jest technika medyczna, szczególnie: anestezjologia, wentylacja, monitorowanie, architektura medyczna oraz neonatologia. Zakres produktów Dräger Medical obejmuje m.in. stanowiska do znieczulania, respiratory na oddziały intensywnej terapii oraz respiratory transportowe, inkubatory otwarte i zamknięte, monitory funkcji życiowych pacjenta, kompleksowe rozwiązania informatyczne, lampy operacyjne, systemy architektoniczne oraz akcesoria.

## Dräger Safety AG & Co. KGaA
Dräger Safety działa w obszarach ratownictwa chemicznego i górniczego, przemysłu chemicznego, górnictwa i straży pożarnej, oferując swoim klientom kompletne rozwiązania dotyczące ograniczania zagrożeń, ze szczególnym uwzględnieniem bezpieczeństwa osobistego oraz zabezpieczania obiektów produkcyjnych. W ofercie znajdują się detektory gazów – zarówno przenośne, jak i systemy stacjonarne, środki osobistego wyposażenia ochronnego, przyrządy do badania zawartości alkoholu i narkotyków oraz profesjonalny sprzęt nurkowy.

## Dräger w Polsce
Firma Dräger posiada oddziały handlowo-serwisowe także na terenie Polski. Dräger Polska Sp. z o.o. z siedzibą w Warszawie specjalizująca się w technice medycznej oraz technice bezpieczeństwa z biurami w Katowicach, Bydgoszczy, Gdyni i Głogowie.